# Styltsnäppa
Styltsnäppa (Calidris himantopus) är en liten nordamerikansk vadare i familjen snäppor med påfallande långa ben. Den häckar på tundra i norra Nordamerika och övervintrar i ett stort område från södra USA till Argentina. Den påträffas sällsynt i Europa, Australien och Japan. Arten minskar i antal och kategoriseras som nära hotad.

## Utseende
Styltsnäppan påminner om spovsnäppan med sin mörka näbb med nedåtböjd spets, långa hals, ljusa ögonbrynsstreck och vita undergump. Den tydligaste skillnaden är styltsnäppans mycket långa ljust grönaktiga ben. I flykten uppvisar den inte heller något tydligt vingband.
Adult i häckningsdräkt är distinkt med kraftigt svartvit streckad undersida och med rödaktigt hjässidesband och örontäckare som kontrasterar mot det ljusa ögonbrynsstrecket. Ovansidan är brun där fjädrarna har mörka centra och tunn vit bräm. I vinterdräkt är den övervägande grå på ovansidan och vit undertill.
Juvenilen påminner om adulten med sin tydliga huvudteckning och brunaktig ovansida, med saknar streckningen på undersidan.

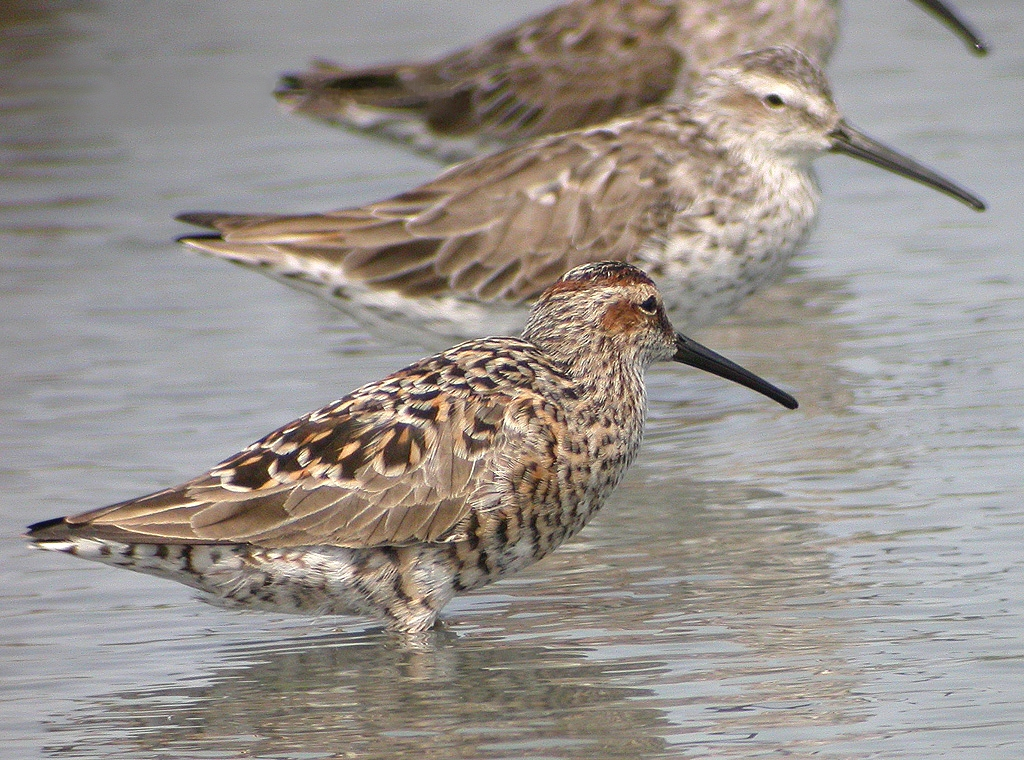
Adult i häckningsdräkt
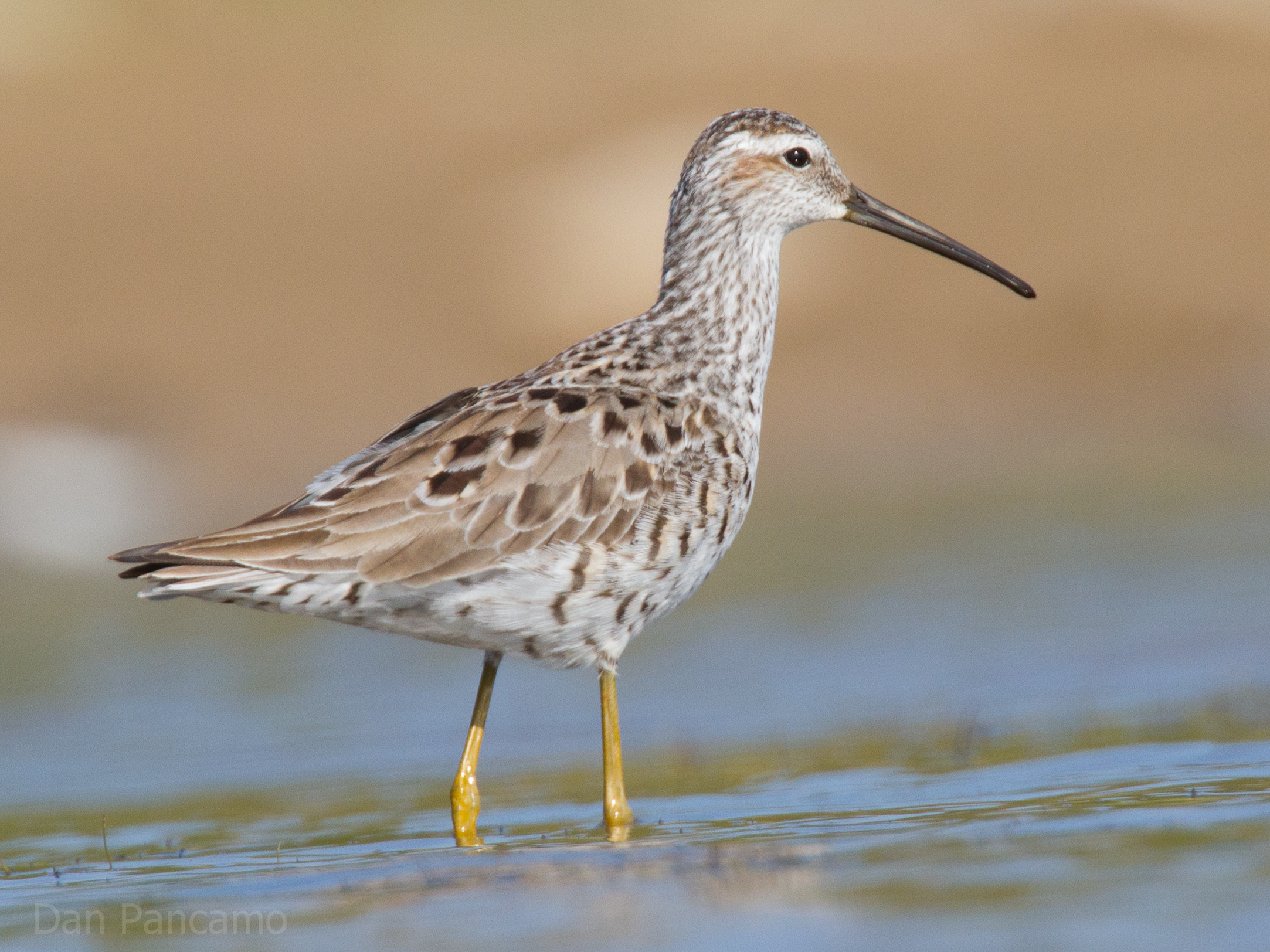
I vinterkvarter, Quintana, Texas i maj.
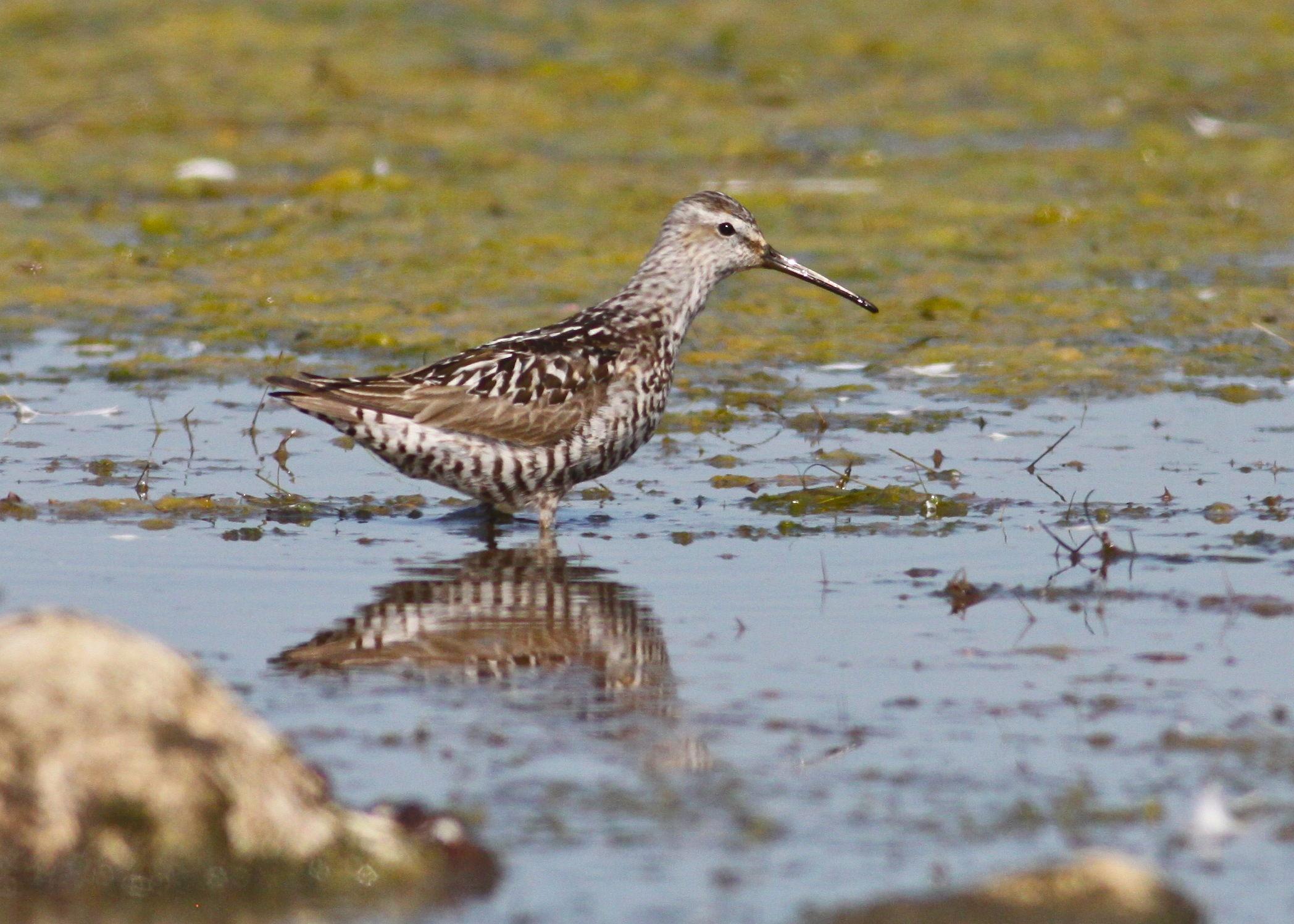
Adult som ruggar till vinterdräkt, i augusti.

## Läten
Flyktlätet återges i engelsk litteratur som ett dämpat "toof" eller "jeew". Spellätet består av en serie med nasala och torra drillar.

## Utbredning
Styltsnäppan är en långflyttare som häckar i Nordamerika i fyra huvudsakliga utbredningsområden. De två största är i norra Alaska och norra Kanada. Utöver detta häckar den i ett område väster om Hudson Bay i Nunavut och Manitoba och slutligen i Polar Bear Provincial Park i norra Ontario vid västra stranden där James Bay möter Hudson Bay. Styltsnäppan övervintrar från södra Texas och Florida i södra USA till centrala Sydamerika så långt söderut som Buenos Aires. Den uppträder som sällsynt gäst i Västeuropa, Japan och norra Australien. I Sverige har styltsnäppa endast observerats fyra gånger, den första på Öland 1963 och senast i Norduppland 2012.

## Systematik
Tidigare placerades styltsnäppan i det egna släktet Micropalama. Genetiska studier visar dock att den är en del av Calidris, troligen närmast spovsnäppan.

## Ekologi
Styltsnäppan häckar på öppen arktisk tundra. Den placerar sitt bo direkt på marken och lägger i genomsnitt fyra ägg. Inför häckningen ägnar sig hanen åt spelflykt. Utanför häckningssäsongen uppträder arten oftare vid sötvatten än ute vid kusten. De födosöker i våt lera, och lever främst av insekter och ryggradslösa djur som de lokaliserar med synen.

## Status och hot
Arten har ett stort utbredningsområde, men tros minska i antal, dock inte tillräckligt kraftigt för att den ska betraktas som hotad. Internationella naturvårdsunionen IUCN listar arten som nära hotad (LC). Vad som driver minskningen är oklart, men troligen spelar klimatförändringar på häckplats och habitatförlust vid övervintringsplatser i Sydamerika in. Världspopulationen uppskattas till 1,2 miljoner vuxna individer.